# Daniel Cormier
Pour les articles homonymes, voir Cormier (homonymie).
Daniel Ryan Cormier, né le 20 mars 1979 à Lafayette (Louisiane, États-Unis), est un lutteur et pratiquant américain d'arts martiaux mixtes (MMA).
Membre de l'équipe de lutte américaine, il termine au pied du podium lors des Jeux olympiques d'Athènes en 2004.
À partir de 2009, il continue sa carrière dans les arts martiaux mixtes et remporte les titres des poids lourds du Xtreme MMA et du King of the Cage.
En mai 2012, il termine aussi à la première place du tournoi Strikeforce Heavyweight Grand Prix organisé par la défunte organisation du Strikeforce face à Josh Barnett.
Après le rachat du Strikeforce par l'Ultimate Fighting Championship, il intègre en 2013 les effectifs de cette organisation, alors considérée comme plus importante organisation mondiale de MMA.
En 2014, il décide de poursuivre son parcours dans la catégorie des poids mi-lourds et échoue une première fois dans la conquête du titre de champion détenue par Jon Jones en janvier 2015. Cette défaite est la première de sa carrière. Il remporte finalement la ceinture, remise en jeu après la suspension de Jones, en mai 2015 face à Anthony Johnson. Cormier perd finalement le titre dans un combat revanche face à Jon Jones en juillet 2017, cette fois-ci par KO, avant que Jones soit une nouvelle fois suspendu après un contrôle antidopage. Le résultat est changé en sans décision et le titre reste de ce fait à Cormier.
En 2018, il accepte d'affronter le champion des poids lourds Stipe Miocic et le bat par KO, devenant ainsi le second combattant de l'histoire de l'UFC à posséder deux ceintures dans deux divisions simultanément. Il abandonne cependant le titre des poids mi-lourds en décembre 2018. Il affrontera deux fois de plus Miocic, mais ses efforts seront vains, perdant la ceinture en 2019 et échouant dans sa reconquête en 2020. Il annonce sa retraite des arts martiaux mixtes à l'issue du troisième et ultime combat entre les deux rivaux.
En 2022, il est intronisé au temple UFC Hall of Fame.
Cormier est connu et reconnu pour sa capacité à affronter et à battre des combattants bien plus grands que lui. Il s’entraîne depuis ses débuts au sein de l'American Kickboxing Academy avec son ami Cain Velasquez dont il est l'entraineur de lutte.

## Lutte
Il possède un palmarès de 101 victoires pour 9 défaites dans sa carrière en "High School", l'équivalent du championnat lycéens. À cette époque, il pratiquait également le football américain et fut membre de l'équipe type de son état. Il s'est ensuite consacré uniquement à la lutte et a remporté plusieurs titres notamment dans les championnats nationaux, universitaire, Pan-américains, mondiaux et olympiques. Il finit 4e des Jeux olympiques d'Athènes en 2004.

## Parcours en arts martiaux mixtes

### Débuts
Daniel Cormier commence sa carrière professionnelle dans les MMA en 2009 en signant un contrat de 8 combats avec l'organisation du Strikeforce. Il participe d'abord aux Strikeforce Challengers, évènements produits par la promotion américaine et la chaine américaine Showtime, afin de découvrir et mettre en lumière les futurs talents de la discipline. Il prend part à la 3e édition du spectacle, le 25 septembre 2009 à Tulsa dans l'Oklahoma, face à un autre combattant faisant ses débuts en professionnel et natif de la région, Gary Frazier. Quelques coups de poing sur son adversaire au sol dans le deuxième round lui permettent de remporter la victoire par TKO.
Pour le 7e évènement du Strikeforce Challengers, cette fois-ci à Fresno en Californie, le 26 mars 2010, il affronte John Devine. Il remporte le combat par KO dans le premier round en envoyant son adversaire au tapis avec un coup de poing.
Désireux d'acquérir de l'expérience, et malgré un match presque programmé pour le Strikeforce Challengers 10 en août 2010, Daniel Cormier s'envole pour l'Australie afin d'affronter le champion Lucas Browne au sein de la jeune organisation locale Xtreme MMA. Il remplace en fait son partenaire d'entrainement Mike Kyle, forfait sur blessure. Au cours du deuxième évènement de la promotion opposant pour l'occasion combattants australiens et américains, le 31 juillet 2010, il ravit le titre poids lourds en amenant son adversaire au sol pour enchainer sur une phase de ground and pound lui donnant la victoire par TKO dans le premier round.
Il ne participe finalement pas au Strikeforce Challengers 10, mais enchaine sur un combat pour le titre poids lourd du King of the Cage, le 13 août 2010, face à Tony Johnson. Il remporte aussi ce titre en mettant encore fin au combat dans le premier round, cette fois ci par soumission sur un étranglement arrière.
Une semaine plus tard, il est sur la carte préliminaire de l'évènement Strikeforce : Houston, le 21 août face à Jason Riley. Dès le premier round, un coup de poing du droit de Cormier envoie son adversaire au sol qui abandonne ensuite sous les coups.
Il retourne en Australie le 5 novembre 2010, pour le 3e évènement du Xtreme MMA, afin de défendre sa ceinture contre Soa Palelei. Là encore, il réussit à faire abandonner son adversaire sous les coups dans le premier round et conserve alors son titre.
De retour au Strikeforce, il est opposé à Devin Cole lors du Strikeforce Challengers 13, le 7 janvier 2011 à Nashville. Pour la première fois de sa carrière, son adversaire l'emmène au bout des 3 rounds. Cependant, sa domination lors du match lui permet d'être déclaré vainqueur par décision unanime.

### Strikeforce
En janvier 2011, l'organisation américaine annonce un tournoi poids lourds nommé Strikeforce Heavyweight Grand Prix réunissant 8 combattants dont certains considérés alors comme les meilleurs au monde dans cette catégorie. Le tournoi réunit Fedor Emelianenko, Alistair Overeem, Josh Barnett, Fabrício Werdum, Antônio Silva, Andrei Arlovski, Sergueï Kharitonov, et Brett Rogers.
Cormier n'est donc pas directement sélectionné pour participer à cette compétition mais programmé pour un combat de réserve lui permettant, en cas de victoire, de rejoindre le tournoi si un combattant s'avérait indisponible. Il devait alors affronter Shane Del Rosario, le 18 juin 2011  à Dallas, mais un accident de voiture écarte ce dernier et c'est finalement Jeff Monson, signé pour l'occasion, qui le remplace un mois avant le combat.
Cormier domine ce vétéran et remporte la victoire par décision unanime.
En juillet, il est choisi pour remplacer Alistair Overeem, pourtant champion poids lourds de la promotion, évincé du tournoi avec peu d'informations.
On apprend cependant un peu plus tard qu'Overeem a signé un contrat avec l'Ultimate Fighting Championship, l'organisation principale de Zuffa, nouveau propriétaire du Strikeforce depuis mars 2011.
Cormier affronte alors Antonio Silva en demi-finale le 10 septembre 2011. Il remporte le combat par KO au 1er round, touchant son adversaire avec un coup de poing puissant qui fait s'écrouler le Brésilien. Il ajoute quelques coups de plus sur Silva au sol déjà sonné avant que l'arbitre n'arrête le match. Cormier révèle après le combat qu'il s'est blessé à la main durant le match, ce qui repousse la finale face à Josh Barnett.
Entretemps, la catégorie poids lourds du Strikeforce est quasiment dissoute et les grands noms de cette division sont transférés dans les effectifs de l'UFC.
D'abord envisagé pour mars 2012, c'est finalement le 19 mai que les deux finalistes se rencontrent. Il domine les débats debout grâce à sa vitesse et profite de son avantage en lutte pour remporter ce match par décision unanime.
Il remporte donc le Strikeforce Heavyweight Grand Prix mais pas le titre vacant des poids lourds dans cette organisation sur le point de disparaitre.
Encore blessé à la main à la suite de son dernier combat, une opération chirurgicale est cette fois-ci nécessaire.
Pour son retour à la compétition, des rumeurs l'annoncent face à Tim Sylvia, ancien champion poids lourds de l'UFC. L'information est démenti, Zuffa affirmant qu'il n'était pas dans ses plans de faire signer ce combattant.
C'est finalement Frank Mir, un autre ancien champion de l'UFC d'ailleurs toujours en activité pour cette organisation, qui est programmé pour être son prochain adversaire.
Mais Mir se blesse et est alors contraint d'annuler sa participation.
Il participe finalement au dernier évènement de la promotion Strikeforce, le 12 janvier 2013 face à Dion Staring.
Cormier contrôle aisément le combat, amenant plusieurs fois son adversaire au sol et remporte la victoire par TKO dans le 2e round.

### Ultimate Fighting Championship

#### Débuts en poids lourd
En janvier 2013, la société mère Zuffa ferme donc l'organisation du Strikeforce. Daniel Cormier est à cette occasion transféré dans les effectifs de l'Ultimate Fighting Championship.
Son premier combat l'oppose à Frank Mir, match déjà prévu 6 mois plus tôt mais annulé après la blessure de Mir, le 20 avril 2013 en second combat principal de l'UFC on Fox 7.
Il remporte ce match par décision unanime.
Il est ensuite programmé face à Roy Nelson pour le second combat principal de l'UFC 166.
Il remporte ce match par décision unanime assez facilement, les juges le donnant vainqueurs des trois rounds. À la suite de ce match, il déclare vouloir continuer sa carrière dans la catégorie des poids mi-lourds en espérant pouvoir avoir rapidement une chance pour le titre de cette division.

#### Passage en poids mi-lourd
Pour son passage dans la catégorie de poids inférieure, il se voit accorder un premier combat face à l'ancien champion Rashad Evans. D'abord prévu comme combat principal de l'UFC 170 du 22 février 2014, il se fait voler la vedette par la défense du titre poids coqs féminins.
Le programme est cependant modifié quand Evans se blesse à dix jours de l'échéance et c'est finalement le nouveau venu Patrick Cummins, ancien partenaire d'entrainement de Cormier, qui est choisi comme solution de dernière minute.
Une forte tension nait entre les deux hommes quand Cummins se vante d'avoir fait pleurer Cormier lors d'un séance de préparation en lutte pour les Jeux olympiques de 2004.
Cormier remporte rapidement ce combat par TKO au premier round après avoir assené plusieurs coups de poing à son adversaire.
Fin avril 2014, la rencontre face au vétéran Dan Henderson est confirmée en tant que second combat principal de l'UFC 173, le 24 mai à Las Vegas.
L'ancien poids lourd surclasse Henderson, pesé à 199 lb (90 kg) la veille, utilisant sa lutte pour l'amener et le contrôler au sol. Dans le 3e round, il prend le dos de son adversaire pour le soumettre par étranglement arrière.
Début juillet, Cormier est choisi pour remplacer Alexander Gustafsson, blessé au genou et donc forfait pour son match revanche face à Jon Jones. C'est alors l'occasion pour lui de s'emparer du titre des poids mi-lourds lors de l'UFC 178 du 27 septembre 2014.
Mais en août, c'est au tour du champion de déclarer forfait à cause d'une blessure à la jambe et le match est alors reporté à l'UFC 182 du 3 janvier 2015.
Après s'être provoqués sur les plateaux de télévision et les réseaux sociaux, allant même jusqu'à un bref échange de coup lors d'une conférence de presse, les deux hommes se rencontrent en tête d'affiche de la soirée. Malgré la différence de gabarit (15 cm séparent les deux hommes), les trois premiers rounds du combat sont équilibrés, avant que Jones ne prenne l'ascendant à partir de la quatrième reprise et remporte l’affrontement par décision unanime.
Le match est gratifié du bonus du combat de la soirée.
Daniel Cormier perd alors le premier combat de sa carrière en MMA.

#### Champion des poids mi-lourds de l'UFC
En février 2015, il est ensuite prévu en combat principal de l'UFC Fight Night 68 du 6 juin  dans sa Louisiane natale, face à Ryan Bader.
Cependant, il retrouve une occasion pour le titre quand Jon Jones est destitué par l'UFC pour dopage.
La ceinture des poids mi-lourds est alors remise en jeu en combat principal de l'UFC 187 du 23 mai 2015, entre Cormier et l'ancien adversaire désigné de Jones, Anthony Johnson.
Après avoir encaissé un puissant coup de poing du droit de Johnson, Cormier reprend le contrôle du match en utilisant sa lutte. Il finit ensuite par soumettre son adversaire avec un étranglement arrière à la moitié de la troisième reprise.
Daniel Cormier devient ainsi le nouveau champion des poids mi-lourds de l'UFC et décroche aussi un bonus de performance de la soirée.
Le Suédois Alexander Gustafsson est annoncé comme prochain prétendant au titre dès juin 2015
et le combat est confirmé un mois et demi plus tard en tête d'affiche l'UFC 192 du 3 octobre à Houston.
Lors de ce match, Gustafsson tente de profiter de son avantage de taille pour garder le champion à distance. Ce dernier réussit néanmoins à casser cette distance dans le premier round pour amener le Suédois au sol, et travailler plusieurs fois au clinch au cours du combat. Après cinq rounds engagés et serrés nommés combat de la soirée,
Daniel Cormier conserve sa ceinture en remportant une décision partagée (47-48, 48-47, 49-46).
Alors qu'il lui reste pourtant encore quatre combats prévus sur son contrat avec l'UFC, il en signe un nouveau de huit matchs début novembre 2015. De plus, avec le retour à la compétition de l'ancien champion Jon Jones, un nouvel affrontement entre les deux hommes est alors sérieusement envisagé.
Au mois de février, la rencontre est d'ailleurs programmée pour l'UFC 197 du 23 avril 2016.
Cependant, trois semaines avant le combat, Daniel Cormier se retire du combat pour blessure.
Il est alors remplacé par Ovince St-Preux dans un affrontement mettant en jeu le titre intérimaire de la division
remporté par Jon Jones.
L'UFC 200 du 9 juillet 2016 est annoncé comme un événement important dans l'histoire de l'organisation. Mais au cours du mois d'avril, la promotion entre en conflit avec le champion des poids plumes, Conor McGregor, prévu en tête d'affiche du gala. C'est alors un nouvel affrontement entre Jones et Cormier qui est mis en place comme combat principal de la soirée.
La rencontre est pourtant une nouvelle fois annulée début juillet à la suite d'une violation possible de la part de Jon Jones, des règles de l'Agence américaine antidopage (USADA).
La promotion américaine réussit tout de même à trouver un nouvel adversaire pour Cormier à la toute dernière minute, en la personne d'Anderson Silva. C'est donc avec ce combattant réputé, ancien champion des poids moyens de l'UFC que l'Américain partage l'affiche de la soirée. Le titre n'est cependant pas remis en jeu lors de ce combat et est alors programmé pour trois reprises uniquement. Lors de ces trois rounds, c'est Daniel Cormier qui prend le dessus sur son adversaire en utilisant ses techniques de lutte pour finalement remporter la victoire par décision unanime (10-8, 10-9, 10-9),.
C'est un nouveau match face à Anthony Johnson qui est ensuite programmé pour l'UFC 206 du 10 décembre 2016.
Mais fin novembre, Cormier annule sa participation pour cause de blessure.
La confrontation est alors repoussée à l'UFC 210 du 8 avril 2017.
Lors de la première pesée avant le combat, le champion se présente 1.2 lb (1 kg) au dessus de la limite imposée à 205 lb (93 kg), dépassement pouvant lui coûter la ceinture. Cependant, lors d'un second passage sur la balance moins de trois minutes plus tard, la pesée est validée. Si Cormier accuse une erreur de la balance pour expliquer son premier échec, des plaintes et doutes se font entendre sur une possible astuce utilisée notamment en lutte amateur consistant à prendre légèrement appui sur une serviette tendue devant soi pour cacher le corps dénudé. Cormier réfute cette explication à l'époque
avant d'avouer le tour des années plus tard, lors de son entrée au Temple de la renommée de l'UFC en juin 2022.
Quoi qu'il en soit, Johnson et Cormier se rencontrent alors comme prévu dans un match pour le titre. L'aspirant adopte de manière surprenante une stratégie basée sur la lutte, point fort du champion. Et si Johnson réussit à prendre l'avantage sur la première reprise, Cormier inverse la tendance dans la seconde, amenant son adversaire au sol et finalisant ensuite le combat par étranglement arrière pour conserver sa ceinture.

#### Seconde confrontation avec Jon Jones
La suspension de Jon Jones prenant fin au début du mois de juillet 2017, l'UFC annonce dès le mois de mai mettre en place un combat de championnat pour son retour. Les dirigeants de l'organisation officialisent le combat revanche entre Cormier et Jones pour l'UFC 214 du 29 juillet 2017 à Anaheim en Californie.
La rivalité entre les deux hommes étant toujours présente sur les réseaux sociaux et dans les médias, l'affrontement déjà annulé à deux reprises suscite à nouveau un engouement médiatique conséquent.
Les deux premiers rounds sont plutôt équilibrés : deux des trois juges donnent l'avantage sur un round à chacun des combattants.
Mais au milieu de la troisième reprise, Cormier est sonné par un coup de pied à la tête. Le champion s'écroule contre le grillage, et il ne faut alors à Jones que quelques coups supplémentaire pour que l'arbitre n'intervienne et ainsi remporter le combat par KO.
Cormier perd alors son titre de champion des poids mi-lourds de l'UFC.
Cependant, un mois après l'événement, l'Agence américaine antidopage annonce avoir découvert des traces de stéroïdes dans un échantillon de sang de Jones prélevé la veille du combat, juste après la pesée officielle.
Selon le protocole habituel, les prélèvements d'échantillons de sang se font par couple. Mi-septembre, le second échantillon est lui aussi testé positif à la même substance et la Commission athlétique de Californie décide de modifier le résultat du match en sans décision. L'UFC destitue donc à nouveau Jones du titre et la ceinture revient de fait à Daniel Cormier.

#### Champion des poids lourds de l'UFC
Après plusieurs semaines de rumeurs, l'UFC confirme le 26 janvier 2018 que Daniel Cormier sera le prochain adversaire du champion des poids lourds de l'UFC Stipe Miocic. Les deux hommes participeront à l'émission The Ultimate Fighter en tant que coachs puis s'affronteront le 7 juillet pour l'UFC 226. Miocic prend rapidement l'avantage dès le début du combat grâce notamment à la différence de gabarit qui sépare les deux hommes. Dans la seconde partie du premier round, Cormier commence à toucher son adversaire à plusieurs reprises et semble avoir trouvé la méthode pour pénétrer la garde de l'imposant champion poids lourds. Dans les 30 dernières secondes, il assène un crochet du droit en sortie de "clinch" qui envoie Miocic au tapis, complètement inerte. Cormier se rue sur lui pour rajouter 3 coups avant que l'arbitre ne stoppe le combat à 24 secondes de la fin de la première reprise. Il devient ainsi le 20e champion des poids lourds de l'UFC et par la même occasion, le second combattant à posséder simultanément 2 titres dans deux divisions différentes. Il remporte également le bonus pour la "Performance de la soirée". Alors qu'il célèbre son titre au micro de Joe Rogan, il s'adresse alors à l'ancien champion poids lourds Brock Lesnar qui fait immédiatement irruption dans la cage, insultant puis poussant Cormier avant de le défier pour une future défense de titre.
Le 1er mai 2019, lors d’une interview, Brock Lesnar annonce qu’il prend sa retraite en MMA, ce qu’il ne donnera pas à la suite du match qui était prévu entre Cormier et Lesnar. Cormier accepte une revanche contre Stipe Miocic qui prend place le 17 août 2019 lors de l'UFC 241. Malgré une domination pendant une majeure partie du combat, Cormier faiblit durant la quatrième reprise sous les coups au corps de Miocic. Il perd finalement le combat par TKO en fin de quatrième round et perd ainsi son titre de champion des poids lourds de l'UFC.

#### Troisième duel avec Miocic et retraite
Le combat qui clôt la trilogie avec Stipe Miocic prend place le 15 août 2020 à Las Vegas lors de l'UFC 252. À l'issue du duel, chaudement disputé, Miocic est déclaré vainqueur par décision unanime, retenant ainsi la ceinture des poids lourds de l'UFC. Cormier, défait pour la seconde fois par ce rival et désormais âgé de 41 ans, annonce lors de l'entrevue d'après-combat sa retraite des arts martiaux mixtes.
Il accroche ses gants après une carrière remarquable au cours de laquelle il a atteint plusieurs sommets. Notamment, il a été un des quatre combattants ayant été champion de deux catégories de poids simultanément à l'UFC. En juin 2022, Daniel Cormier est d'ailleurs introduit au Temple de la renommée de l'UFC,.

## Palmarès en arts martiaux mixtes
| 26 combats     | 22 victoires | 3 défaites |
| Par KO         | 9            | 1          |
| Par soumission | 6            | 0          |
| Sur décision   | 7            | 2          |
| Sans décision  | 1            | 1          |

| Résultat      | Record   | Adversaire           | Méthode                                        | Événement                                       | Date              | Round | Temps | Lieu                                   | Notes |
| ------------- | -------- | -------------------- | ---------------------------------------------- | ----------------------------------------------- | ----------------- | ----- | ----- | -------------------------------------- | --- |
| Défaite       | 22-3 (1) | Stipe Miocic         | Décision unanime                               | UFC 252: Miocic vs Cormier 3                    | 15 août 2020      | 5     | 5:00  | Las Vegas, Nevada, États-Unis          | Pour le titre des poids lourds de l'UFC.                                                                                              |
| Défaite       | 22-2 (1) | Stipe Miocic         | TKO (coups de poing)                           | UFC 241: Cormier vs. Miocic 2                   | 17 août 2019      | 4     | 4:09  | Anaheim, Californie, États-Unis        | Perd le titre des poids lourds de l'UFC.                                                                                              |
| Victoire      | 22-1 (1) | Derrick Lewis        | Soumission (étranglement arrière)              | UFC 230: Cormier vs. Lewis                      | 3 novembre 2018   | 2     | 2:14  | New York, New York, États-Unis         | Défend le titre des poids lourds de l'UFC.                                                                                            |
| Victoire      | 21-1 (1) | Stipe Miocic         | KO (coups de poing)                            | UFC 226: Miocic vs. Cormier                     | 7 juillet 2018    | 1     | 4:33  | Las Vegas, Nevada, États-Unis          | Remporte le titre des poids lourds de l'UFC. Performance de la soirée.                                                                |
| Victoire      | 20-1 (1) | Volkan Oezdemir      | TKO (coups de poing)                           | UFC 220: Miocic vs. Ngannou                     | 20 janvier 2018   | 2     | 2:00  | Boston, Massachusetts, États-Unis      | Défend le titre des poids mi-lourds de l'UFC. Performance de la soirée.                                                               |
| Sans décision | 19-1 (1) | Jon Jones            | TKO (coup de pied à la tête et coups de poing) | UFC 214: Cormier vs. Jones II                   | 29 juillet 2017   | 3     | 3:01  | Anaheim, Californie, États-Unis        | Victoire par TKO de Jones changé en no-contest après que Jones échoue au test antidopage. La ceinture est donc rendu à Daniel Cormier |
| Victoire      | 19-1     | Anthony Johnson      | Soumission (étranglement arrière)              | UFC 210: Cormier vs. Johnson II                 | 8 avril 2017      | 2     | 3:37  | Buffalo, New York, États-Unis          | Défend le titre des poids mi-lourds de l'UFC.                                                                                         |
| Victoire      | 18-1     | Anderson Silva       | Décision unanime                               | UFC 200: Tate vs. Nunes                         | 9 juillet 2016    | 3     | 5:00  | Las Vegas, Nevada, États-Unis          | Combat sans titre en jeu. |
| Victoire      | 17-1     | Alexander Gustafsson | Décision partagée                              | UFC 192: Cormier vs. Gustafsson                 | 3 octobre 2015    | 5     | 5:00  | Houston, Texas, États-Unis             | Défend le titre des poids mi-lourds de l'UFC. Combat de la soirée.                                                                    |
| Victoire      | 16-1     | Anthony Johnson      | Soumission (étranglement arrière)              | UFC 187: Johnson vs. Cormier                    | 23 mai 2015       | 3     | 2:39  | Las Vegas, Nevada, États-Unis          | Remporte le titre des poids mi-lourds de l'UFC. Performance de la soirée.                                                             |
| Défaite       | 15-1     | Jon Jones            | Décision unanime                               | UFC 182: Jones vs. Cormier                      | 3 janvier 2015    | 5     | 5:00  | Las Vegas, Nevada, États-Unis          | Pour le titre des poids mi-lourds de l'UFC. Combat de la soirée.                                                                      |
| Victoire      | 15-0     | Dan Henderson        | Soumission (étranglement arrière)              | UFC 173: Barão vs. Dillashaw                    | 24 mai 2014       | 3     | 3:53  | Las Vegas, Nevada, États-Unis          | |
| Victoire      | 14-0     | Patrick Cummins      | TKO (coups de poing)                           | UFC 170 : Rousey vs. McMann                     | 22 février 2014   | 1     | 1:19  | Las Vegas, Nevada, États-Unis          | Début en poids mi-lourd. |
| Victoire      | 13-0     | Roy Nelson           | Décision unanime                               | UFC 166: Velasquez vs. Dos Santos 3             | 19 octobre 2013   | 3     | 5:00  | Houston, Texas, États-Unis             | |
| Victoire      | 12-0     | Frank Mir            | Décision unanime                               | UFC on Fox 7: Henderson vs. Melendez            | 20 avril 2013     | 3     | 5:00  | San José, Californie, États-Unis       | |
| Victoire      | 11-0     | Dion Staring         | TKO (coups de poing)                           | Strikeforce: Marquardt vs Saffiedine            | 12 janvier 2013   | 2     | 4:02  | Oklahoma City, Oklahoma, États-Unis    | |
| Victoire      | 10-0     | Josh Barnett         | Décision unanime                               | Strikeforce: Barnett vs. Cormier                | 19 mai 2012       | 5     | 5:00  | San José, Californie, États-Unis       | Remporte le Strikeforce Heavyweight Grand Prix.                                                                                       |
| Victoire      | 9-0      | Antônio Silva        | KO (coups de poing)                            | Strikeforce: Barnett vs. Kharitonov             | 10 septembre 2011 | 1     | 3:56  | Cincinnati, Ohio, États-Unis           | Demi-finale du Strikeforce Heavyweight Grand Prix.                                                                                    |
| Victoire      | 8-0      | Jeff Monson          | Décision unanime                               | Strikeforce: Overeem vs. Werdum                 | 18 juin 2011      | 3     | 5:00  | Dallas, Texas, États-Unis              | Match de réserve du Strikeforce Heavyweight Grand Prix.                                                                               |
| Victoire      | 7-0      | Devin Cole           | Décision unanime                               | Strikeforce Challengers: Woodley vs. Saffiedine | 7 janvier 2011    | 3     | 5:00  | Nashville, Tennessee, États-Unis       | |
| Victoire      | 6-0      | Soa Palelei          | Soumission (coups de poing)                    | XMMA 3                                          | 5 novembre 2010   | 1     | 2:23  | Sydney, Australie                      | Défend le titre poids lourds du XMMA.                                                                                                 |
| Victoire      | 5-0      | Jason Riley          | Soumission (coups de poing)                    | Strikeforce: Houston                            | 21 août 2010      | 1     | 1:02  | Houston, Texas, États-Unis             | |
| Victoire      | 4-0      | Tony Johnson         | Soumission (étranglement arrière)              | KOTC: Imminent Danger                           | 13 août 2010      | 1     | 2:27  | Mescalero, Nouveau-Mexique, États-Unis | Remporte le titre des poids lourds du KOTC.                                                                                           |
| Victoire      | 3-0      | Lucas Browne         | TKO (coups de poing)                           | XMMA 2                                          | 31 juillet 2010   | 1     | 4:35  | Sydney, Australie                      | Remporte le titre des poids lourds du XMMA.                                                                                           |
| Victoire      | 2-0      | John Devine          | KO (coup de poing)                             | Strikeforce Challengers: Johnson vs. Mahe       | 26 mars 2010      | 1     | 1:19  | Fresno, Californie, États-Unis         | |
| Victoire      | 1-0      | Gary Frazier         | TKO (coups de poing)                           | Strikeforce Challengers: Kennedy vs. Cummings   | 25 septembre 2009 | 2     | 3:39  | Bixby, Oklahoma, États-Unis            | |